# Greg Leskiw
Greg Leskiw (Brandon, 11 agosto 1943) è un chitarrista e produttore discografico canadese noto prevalentemente per essere stato membro del gruppo The Guess Who.

## Carriera
Nato a Brandon, suo padre  era un chitarrista jazz attivo negli anni '30 e '40. Leskiw iniziò a suonare la chitarra all'età di 12 anni, inizialmente imparando standard jazz e accordi jazz da suo padre.
Durante gli anni del liceo Leskiw suonò nelle rock band di Winnipeg The Shags, Logan Avenue e Wild Rice. Nel 1969 i Wild Rice si sciolsero, e a metà del 1970 si unì ai The Guess Who, quando lui e il chitarrista Kurt Winter sostituirono l'uscente Randy Bachman. Per la band Leskiw scrisse "One Divided" che apparve nell'album So Long, Bannatyne di Guess Who del 1971. Dopo alcuni album con i The Guess Who, Leskiw lasciò la band nel marzo 1972.
Tra la fine degli anni 1970 e l'inizio degli anni 1980 fu membro dei Crowcuss e dei Kilowatt, entrambi con un altro membro dei Guess Who, il bassista Bill Wallace.  
Dal 1986 al 1997, Leskiw gestì i Vox Pop Studios a Fort Garry, un popolare studio di registrazione, dal quale emersero gruppi di Winnipeg come Crash Test Dummies e New Meanies.

## Discografia

### Solista
- 1979 - Be My Champion
- 1993 - Rack Em Up Baby

### Con i Guess Who
- 1971 - Share the Land
- 1971 - So Long, Bannatyne
- 1972 - Rockin'

### Con i Kilowatt
- 1982 - Kilowatt
- 1983 - Currents